# Cristian Maccagno
Cristian Iván Maccagno (nacido en Pergamino el 5 de junio de 1983) es un futbolista ítalo-argentino. Juega como mediocampista, se formó en las divisiones juveniles de Rosario Central y su club actual es Società Sportiva Pennarossa de la Liga de San Marino.

## Carrera
Maccagno llegó a Rosario en el año 2000 para incorporarse a la quinta división de Rosario Central. Compartió equipo con futbolistas como Germán Alemanno, Marcelo Aguirre, Marcos Charras, Andrés Díaz, Germán Herrera, Renzo Omar Ruggiero, Matías Irace, Ricardo Moreira, entre otros. Allí jugó durante dos años y medio, para luego retornar a su ciudad natal, vistiendo la camiseta de Douglas Haig, en el Torneo Argentino A. En la temporada 2003-04 jugó en esa misma categoría para Almirante Brown de Arrecifes. Luego fichó para otro equipo pergaminense, Juventud (Pergamino), con el que logró ascender al Argentino A en 2005; más tarde le llegó la oportunidad de jugar en el ascenso de Italia. Lo hizo primeramente en Real Cesenatico, con el que ascendió a Serie D en 2007, y posteriormente en Polisportiva Lunano durante tres temporadas. En 2010 le llegó la oportunidad de jugar en la Primera División de San Marino, vistiendo los colores de SC Faetano. Luego pasó por SS Cosmos y entre 2014 y 2017 jugó por AC Juvenes/Dogana, equipo con el que fue subcampeón de liga en la temporada 2014/15. A mediados de 2017 fichó por Società Sportiva Pennarossa.

## Clubes
| Club                        | País       | Año           |
| --------------------------- | ---------- | ------------- |
| Rosario Central (juveniles) | Argentina  | 2000-2002     |
| Douglas Haig                | Argentina  | 2002-2003     |
| Almirante Brown (Arrecifes) | Argentina  | 2003-2004     |
| Juventud (Pergamino)        | Argentina  | 2004-2006     |
| Real Cesenatico             | Italia     | 2006-2007     |
| Lunano Calcio               | Italia     | 2007-2010     |
| SC Faetano                  | San Marino | 2010-2012     |
| SS Cosmos                   | San Marino | 2012-2014     |
| AC Juvenes/Dogana           | San Marino | 2014-2017     |
| Società Sportiva Pennarossa | San Marino | 2017-presente |

## Selección Regional de San Marino
Fue seleccionado para jugar la Copa de las Regiones de la UEFA en el año 2013. Disputó un encuentro.

### Detalle de partidos
| Fecha      | Rival                                | Resultado |
| ---------- | ------------------------------------ | --------- |
| 06-03-2013 | Región Oriental de Irlanda del Norte | 0-1       |

## Palmarés
| Equipo               | País      | Título                     | Año  |
| -------------------- | --------- | -------------------------- | ---- |
| Juventud (Pergamino) | Argentina | Ascenso a Tercera División | 2005 |
| Real Cesenatico      | Italia    | Ascenso a Quinta División  | 2007 |